# Batalla de Karánsebes
La batalla de Karánsebes es un incidente que habría tenido lugar durante la guerra austro-turca, el 17 o el 21 de septiembre de 1788, entre diferentes unidades de un ejército austríaco que creía estar luchando contra tropas del Imperio otomano. Aunque se han llegado a dar cifras de bajas mucho mayores, fuentes fiables las cifran entre 500 y 1200 entre muertos y heridos. La consecuencia directa fue la toma de la ciudad por los otomanos poco después.

## El incidente
Según el relato de A. J. Gross-Hoffinger, escrito 59 años después del supuesto incidente, el 17 de septiembre de 1788, hacía un año que había estallado la enésima guerra entre los imperios austríaco y otomano, y un ejército austríaco de 100 000 hombres se dirigía hacia la ciudad fronteriza de Karansebes (actual Rumanía) para acampar en vísperas de una invasión. La mayoría de las tropas austríacas las conformaban pueblos sometidos (italianos, serbios, croatas, húngaros, rumanos) y muy pocos de los soldados hablaban alemán, la lengua del emperador.
Los primeros en llegar fueron una vanguardia de húsares con la misión de explorar y limpiar el territorio de posibles enemigos, pero no encontraron un solo soldado turco. En su lugar apareció un grupo de gitanos que vendían aguardiente, así que los soldados les compraron unos cuantos barriles y empezaron a beber mientras llegaban los refuerzos.
Un tiempo después llegó un contingente de infantería, que solicitó su correspondiente trago de aguardiente. Sin embargo, los húsares (ya borrachos) se negaron a darles nada y construyeron barricadas en torno a los barriles de licor. Comenzó entonces una agria disputa entre los dos contingentes que culminó con un disparo al aire.
Entonces todo se desató. Los rumanos creyeron que el disparo lo había hecho un francotirador turco[cita requerida] y comenzaron a gritar "¡Turcii! ¡Turcii!" ("¡Los turcos!"). Los húsares salieron corriendo y los infantes se desbandaron. En un intento por imponer orden, los oficiales austríacos entraron en escena y comenzaron a gritar "¡Halt!", "Alto". Sin embargo, los soldados creyeron oír "¡Alá!", el grito de guerra de los otomanos, y el caos se multiplicó.
Coincidió entonces que llegaban otros grupos de tropas. Desde la distancia, un oficial de caballería vio a los húsares dando vueltas alrededor del campamento revuelto, por lo que supusieron que debía ser un ataque de la caballería turca. Así que ordenó una carga, sable en mano, contra lo que creía era el enemigo.
Al mismo tiempo, la carga de caballería fue vista desde otro punto por un cuerpo de artillería. Creyendo sin duda que eran los turcos, los artilleros abrieron fuego contra los jinetes.
Ya enloquecidos, los soldados se dispersaron en pequeñas bandas que disparaban a todo lo que se movía, creyendo que los turcos estaban por todas partes. Así se sucedieron las horas de batalla hasta que en un momento dado todos decidieron que había llegado el momento de emprender la huida. Durante ésta el caballo del emperador se espantó y José II acabó en un charco de lodo.